# Station Czarnobór
Station Czarnobór is een spoorwegstation bij de Poolse plaats Szczecinek.